# Димитриадис, Панайотис
Панайотис Димитриадис (швед. Panajotis Dimitriadis, греч. Παναγιώτης Δημητριάδης; род. 12 августа 1986, Стокгольм) — шведский и греческий футболист, полузащитник стокгольмского АИК.

## Клубная карьера
С шести лет занимался в футбольной школе АИК, прошел через все детские и юношеские команды. Затем перешёл в другой стокгольмский клуб «Юргорден». В его составе в 2014 году был назван лучшим молодым игроком года. В 2007 году подписал первый профессиональный контракт с «Васалундом», выступавшем в третьей по силе лиге Швеции — Дивизионе 1. В 2008 году Димитриадис вместе с командой заняли второе место в турнирной таблице, что позволило им участвовать в стыковых матчах за право повышения в классе. В двухматчевом противостоянии с «Лимхамн Бункефло» сильнее оказался «Васалунд». Дебют Димитриадиса в Суперэттане состоялся 13 апреля 2009 года в игре с «Эскильстуной», который полузащитник провёл полностью. Во ответном матче с тем же клубом Панайотис забил свой первый гол во второй шведской лиге. В конце сезона на счету Димитриадиса было 29 матчей и 2 забитых мяча. «Васалунд» занял последнее 16-е место и покинул Суперэттан.
Зимой 2010 подписал двухлетний контракт с норвежским «Саннефьордом». Дебют Панайотиса в чемпионате Норвегии состоялся 14 марта 2010 года в выездной игре со «Стартом» из Кристиансанна. Швед вышел в стартовом составе и на 73-й минуте был заменён на боснийца Адмира Рашчича. 21 апреля забил свой первый гол в Норвегии. На 19-й минуте встречи с «Тромсё» Димитриадис открыл счёт, но соперник ещё до перерыва сумел отыграться, а на последней минуте смог вырвать победу 2:1. По итогам сезона «Саннефьорд» занял последнее место в турнирной таблице и покинул элитный норвежский дивизион. Но Димитриадис остался в команде и продолжил с ней выступление в первом дивизионе. Под руководством главного тренера Арне Сандстё он остался ключевым игроком команды, проводя практически все игры. В своём последнем сезоне в Норвегии он по воле тренера выступал на различных позициях в обороне и середине поля. Это было вызвано в основном травмами партнёров по команде. В общей сложности за «Саннефьорд» швед провёл 99 игр в различных турнирах, в которых забил 19 мячей, в том числе хет-трик с «Улл/Киса» в стыковом матче за право выхода в Типпелигу.
В декабре 2012 года контракт с норвежским клубом у полузащитника завершился, а продлевать стороны его не стали. Главный тренер «Саннес Ульфа» Асле Андерсен очень хотел видеть Димитриадиса в рядах своего клуба, но стороны не смогли договориться о контракте. В итоге он вернулся в Швецию, подписал годовой контракт с «Броммапойкарной», вернувшейся в Алсвенсканн. Дебют в чемпионате Швеции состоялся 21 апреля в домашней игре с «Хельсингборгом», когда Панайотис на 62-й минуте заменил Бояна Джорджича. Первый из двух своих голов за «Бромму» забил 10 августа, положив начало разгрому «Юргордена» в стокгольмском дерби.
5 ноября 2013 года АИК объявил о возвращении своего воспитанника, подписав с ним контракт на четыре года. 31 марта следующего года состоялся долгожданный для Димитриадиса первый матч за родной клуб. На 62-й минуте встречи с «Гётеборгом» главный тренер команды Андреас Альм выпустил его вместо Набиля Бауи. Следующие пять игр полузащитник отыграл полностью. В мае в тренировочном матче перед игрой с «Хельсингборгом» неудачно столкнулся с Ибрахимом Моро и получил травму. Дальнейшее обследование показало, что у Димитриадиса разрыв передней крестообразной связки. Ему была сделана операция, в связи с чем он бы вынужден пропустить остаток сезона. К тренировкам он вернулся только 12 октября. В следующем сезоне, полностью оправившись от травмы, снова завоевал место в стартовом составе.
29 мая 2015 года АИК и турецкий «Генчлербирлиги» договорились о трансфере полузащитника. По данным интернет-портала Transfermarkt сумма сделки составила 550 тысяч евро. С Димитриадисом был подписан контракт на три года. Дебютировал в турецкой Суперлиге 17 августа в игре с «Ризеспором». На 74-й минуте вывел свою команд вперёд, забив с передачи Ясмина Латовлевича. Но это гол не позволил столичному клубу одержать победу. По ходу сезона в турецком клубе происходила тренерская чехарда, в связи с чем Панайотис принял участие всего в 13 играх чемпионата, а «Генчлербирлиги» занял в турнирной таблице 10-е место.
В связи с редким появлением в составе игрок договорился с клубом о досрочном расторжении контракта и на правах свободного агента перешёл в клуб первой турецкой лиги — Гиресунспор. Первую игру в футболке новой команды провёл 21 сентября против «Фатих Карагюмрюка» в кубке Турции. Димитриадис вышел в стартовом составе, на 52-й минуте отметился жёлтой карточкой, после чего главный тренер заменил его на 72-й минуте. За два сезона в команде полузащитник провёл более 60 игр во всех турнирах, в которых забил 8 мячей.
В июле 2018 года второй раз вернулся в АИК. 2 августа дебютировал в еврокубках. Во втором квалификационном раунде Лиги Европы он вышел в стартовом составе домашнего матче с датским «Норшелланном», после перерыва уступив место Эноху Аду. По итогам сезона вместе с командой стал чемпионом Швеции.

## Личная жизнь
С июня 2017 года женат. Жену зову Алисия. Воспитывают дочь Ванессу.

## Достижения
АИК
- Чемпион Швеции: 2018

### Клубная статистика
| Выступление      | Выступление      | Выступление      | Лига | Лига | Кубки | Кубки | Конт.кубки | Конт.кубки | Итого | Итого |
| Клуб             | Лига             | Сезон            | Игры | Голы | Игры  | Голы  | Игры       | Голы       | Игры  | Голы  |
| ---------------- | ---------------- | ---------------- | ---- | ---- | ----- | ----- | ---------- | ---------- | ----- | ----- |
| Саннефьорд       | Элитсерия        | 2010             | 29   | 4    | 2     | 0     | —          | —          | 31    | 4     |
| Саннефьорд       | Адекколига       | 2011             | 29   | 4    | 1     | 0     | —          | —          | 30    | 4     |
| Саннефьорд       | Адекколига       | 2012             | 31   | 6    | 3     | 1     | —          | —          | 34    | 7     |
| Саннефьорд       | Итого            | Итого            | 89   | 11   | 6     | 1     | 0          | 0          | 95    | 12    |
| Броммапойкарна   | Аллсвенскан      | 2013             | 25   | 2    | 1     | 0     | —          | —          | 26    | 2     |
| Броммапойкарна   | Итого            | Итого            | 25   | 2    | 1     | 0     | 0          | 0          | 26    | 2     |
| АИК              | Аллсвенскан      | 2014             | 6    | 0    | 0     | 0     | —          | —          | 6     | 0     |
| АИК              | Аллсвенскан      | 2015             | 9    | 0    | 2     | 0     | —          | —          | 11    | 0     |
| АИК              | Итого            | Итого            | 15   | 0    | 2     | 0     | 0          | 0          | 17    | 0     |
| Генчлербирлиги   | Суперлига        | 2015/16          | 13   | 1    | 0     | 0     | —          | —          | 13    | 1     |
| Генчлербирлиги   | Итого            | Итого            | 13   | 1    | 0     | 0     | 0          | 0          | 13    | 1     |
| Гиресунспор      | Первая лига      | 2016/17          | 29   | 3    | 1     | 0     | —          | —          | 30    | 3     |
| Гиресунспор      | Первая лига      | 2017/18          | 32   | 5    | 2     | 0     | —          | —          | 34    | 5     |
| Гиресунспор      | Итого            | Итого            | 61   | 8    | 3     | 0     | 0          | 0          | 64    | 8     |
| АИК              | Аллсвенскан      | 2018             | 12   | 1    | 1     | 0     | 1          | 0          | 14    | 1     |
| АИК              | Аллсвенскан      | 2019             | 25   | 0    | 4     | 1     | 5          | 0          | 34    | 1     |
| АИК              | Аллсвенскан      | 2020             | 0    | 0    | 0     | 0     | 0          | 0          | 0     | 0     |
| АИК              | Итого            | Итого            | 37   | 1    | 5     | 1     | 6          | 0          | 48    | 2     |
| Всего за карьеру | Всего за карьеру | Всего за карьеру | 240  | 29   | 17    | 2     | 6          | 0          | 263   | 31    |